# Radio San Paolo
La stazione radiotelegrafica della Regia Marina, più nota come Radio San Paolo, fu un centro di trasmissione e ricezione militare italiano in onde lunghe, medie e corte situato nella periferia meridionale di Roma.
Inaugurata nel 1917 e posta sotto il comando della Regia Marina, la stazione rimase in servizio alla Marina Militare per buona parte del secondo dopoguerra per poi perdere importanza fino alla dismissione e alla trasformazione dei suoi locali in appartamenti civili.

## Storia
Il centro nacque alla fine degli anni dieci del XX secolo per intensificare le comunicazioni con le colonie italiane sul Mar Rosso e con le imbarcazioni in navigazione nell'Atlantico, nel Mediterraneo e nell'Indiano.

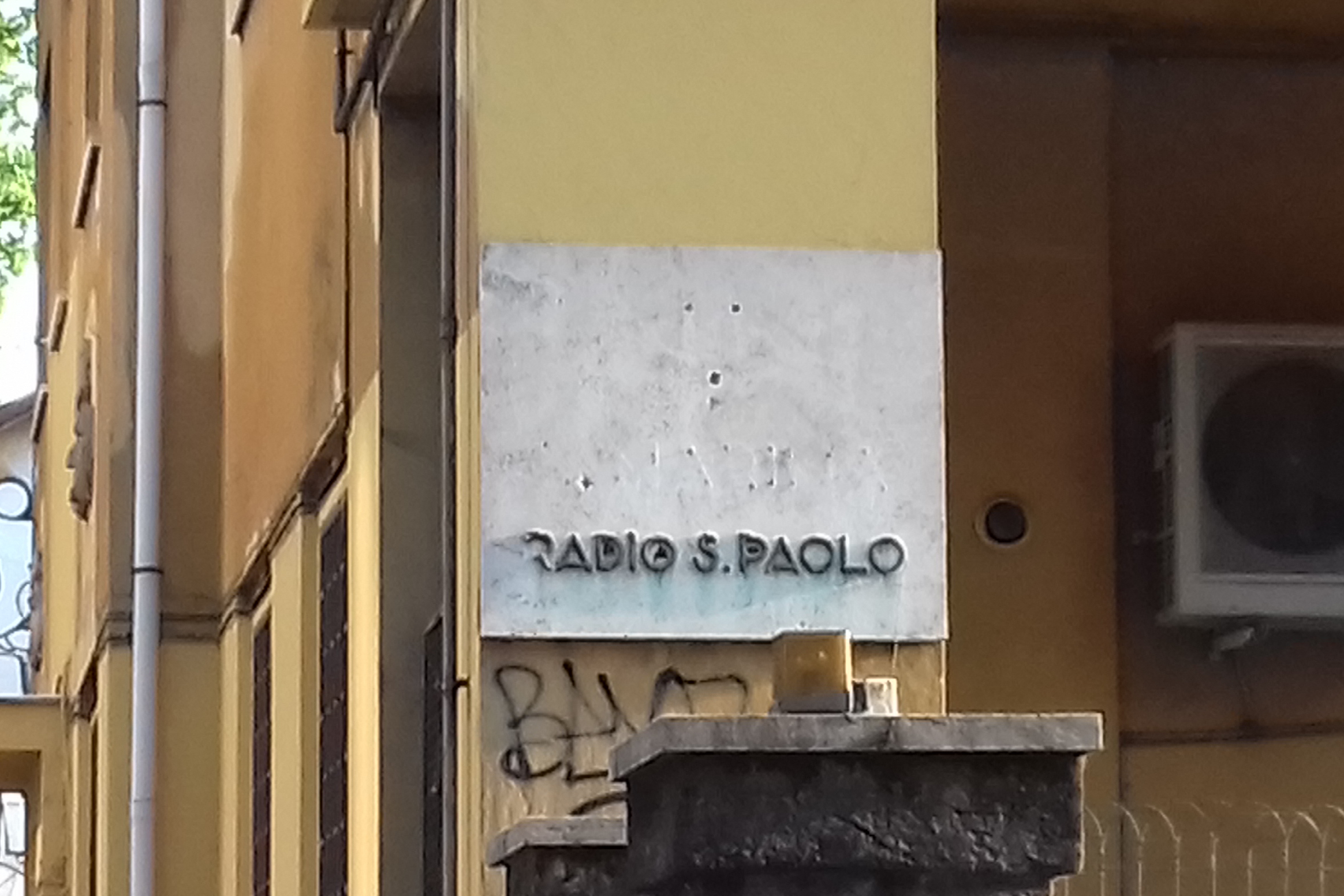
Quanto rimane (2017) della targa originaria. La scritta cancellata è "Marina"

La locazione prescelta fu lungo via Ostiense all'altezza dell'attuale civico 204, in una zona all'epoca disabitata, circa 250 metri oltre la basilica di san Paolo in direzione mare; gli impianti ivi installati, sotto la supervisione di Giancarlo Vallauri e dei sottotenenti di vascello Giuseppe Pession e Bernardo Micchiardi, erano trasmettitori ad alta potenza (250 kW) in onde lunghe ad arco Poulsen sulle frequenze da 42,9 a 27,3 kHz (pari a una lunghezza d'onda da 7 000 a 11 000 metri) emesse da un'antenna triangolare sorretta da tre tralicci in ferro alti circa 200 metri lungo il Valco di San Paolo; tale configurazione permetteva già all'epoca di raggiungere le stazioni radio di Massaua e Mogadiscio.
La radio fu usata anche per scopi civili, in particolare per tenere i contatti con il corpo diplomatico all'estero.
Tra il 1926 e il 1927, per fare fronte ai problemi di perturbazioni e di monsoni che si abbattevano sulla costa orientale dell'Africa, la stazione fu dotata anche di impianto a onde corte a valvola da 6 kW sui 32 (~9 300 kHz) e sui 66 metri (~4 500 kHz), un ulteriore impianto in onde lunghe sui 10 750 metri (28 kHz) e uno in onde medie sui 2 250 (~133 kHz) e 4 800 metri (~62 kHz) sopraggiunse nel 1928.
La stazione radio San Paolo conobbe un periodo di notorietà nel 1928 quando tenne i collegamenti con la nave appoggio Città di Milano, impegnata in Atlantico settentrionale nella ricerca di Umberto Nobile e del suo equipaggio disperso a seguito dell'incidente del dirigibile Italia in spedizione al polo nord.
Grazie alla ricezione di un frammento di SOS da parte di un giovane radioamatore sovietico di Arcangelo, Nikolaj Schmidt, Radio San Paolo fu in grado di permettere al Città di Milano di mettersi in contatto con i dispersi e ricevere da essi le coordinate per il soccorso, materialmente portato a termine dalla rompighiaccio sovietica Krassin.
Dopo l'8 settembre 1943 e la caduta di Roma in mano tedesca, la radio, che era un obiettivo strategico assicurando le comunicazioni con gran parte della flotta, fu militarmente occupata da parte delle truppe naziste.
Dopo la fine della guerra e l'urbanizzazione della zona, in particolare con la costruzione delle case INA e IACP al Valco San Paolo nei primissimi anni cinquanta, la stazione radio fu ridimensionata fino alla chiusura definitiva.
Oggi i manufatti che sopravvivono sono adibiti in parte a edilizia per abitazione civile e in altra alla sede del circolo di cultura omosessuale Mario Mieli.